# X Factor Compilation 2009 - Finale
X Factor Compilation 2009 - Finale è una compilation, pubblicata il 10 aprile 2009. Raccoglie i brani cantati dai concorrenti della seconda edizione di X Factor Italia.
Non si tratta di cut dalla durata di 1 minuto e 40 secondi come erano le performance live a X Factor, ma si tratta di esecuzioni complete. Nella compilation sono presenti sia i concorrenti che sono saliti sul palco dalla prima puntata (Noemi, Ambra Marie Facchetti, Matteo Becucci, The Bastard Sons of Dioniso, Farias, Jury Magliolo, Enrico Nordio e Daniele Magro) che le new entry (Andrea Gioacchini, Chiarastella Calconi e Laura Binda).
È stata pubblicata il 10 aprile 2009 con l'etichetta RCA Records.

## Tracce
1. Matteo Becucci – Ancora ancora ancora – 4:07 (Mina)
2. Jury Magliolo – Drops of Jupiter (Tell Me) – 4:16 (Train)
3. The Bastard Sons of Dioniso – Contessa – 2:38 (Decibel)
4. Noemi – La costruzione di un amore – 5:09 (Ivano Fossati)
5. AmbraMarie – Because the Night – 3:21 (Patti Smith)
6. Enrico Nordio – Impressioni di settembre – 4:23 (Premiata Forneria Marconi)
7. Daniele Magro – Tutto quello che un uomo – 4:23 (Sergio Cammariere)
8. Farias – Quando nasce un amore – 3:39 (Anna Oxa)
9. Andrea Gioacchini – Via con me – 2:39 (Paolo Conte)
10. Chiarastella Calconi – True Colors – 3:28 (Cyndi Lauper)
11. Laura Binda – Grace – 3:59 (Jeff Buckley)

## Classifica italiana
La compilation debutta alla 3ª posizione nella classifica italiana. Sale fino alla 1ª posizione la settimana seguente ed occupa tale posto fino alla quarta settimana. Rimane in top 10 fino alla settima settimana. Occupa poi per due settimane la 12ª posizione. Fa l'ultima apparizione in classifica dopo due mesi e mezzo alla posizione 20.
| Classifica | Posizione più alta |
| ---------- | ------------------ |
| FIMI       | 1                  |

### Piazzamenti in classifica singoli brani
| Artista | Canzone                    | Posizione massima |
| ------- | -------------------------- | ----------------- |
| Noemi   | La costruzione di un amore | 15                |